# Фретешть (Арджеш)
Фретешть, Фретешті (рум. Frătești) — село у повіті Арджеш в Румунії. Входить до складу комуни Албота.
Село розташоване на відстані 111 км на захід від Бухареста, 9 км на південний захід від Пітешть, 93 км на північний схід від Крайови, 114 км на південний захід від Брашова.

## Населення
За даними перепису населення 2002 року у селі проживала 81 особа, усі — румуни. Усі жителі села рідною мовою назвали румунську.